# Johnson (Village)
Johnson ist ein Village in der Town Johnson im Lamoille County des Bundesstaates Vermont in den Vereinigten Staaten mit 1332 Einwohnern (laut Volkszählung von 2020). Das Village Johnson liegt zentral in Johnson und ist der größte Siedlungskern der Town, von der es politisch und verwaltungstechnisch abhängig ist (village). In der Gemeinde sitzen die meisten öffentlichen Organe der Town.

## Geschichte
Der erste Grant für die Gegend wurde um 1780 an einen Mann namens Brown, einem der ersten Siedler in Jericho vergeben. Brown zog mit seiner Familie in das Gebiet und nannte die Town Brownville. Im Herbst des Jahres 1780 wurde er mit seiner Familie von Indianern gefangen genommen, nach Kanada verschleppt und dort an die Briten verkauft. Noch bevor er zurückkehren konnte, wurde der Grant erneut vergeben, da Brown die Gebühren noch nicht entrichtet hatte. Der Grant für Johnson wurde am 27. Februar 1782 an Samuel William Johnson und weitere. Dies wurde erst viel später, am 2. Januar 1792, durch den Gouverneur bestätigt. Nach Brown war der erste Siedler im Jahr 1784 Samuel Eaton.
Im Jahr 1894 wurde das Village Johnson zu einem incorporated village erklärt. Heute stellen die Town und das Village eigenständige Verwaltungseinheiten dar. Johnson Village ist das Kulturelle, Kommerzielle und das Verwaltungszentrum der Town. In ihm sind zudem die Bildungseinrichtungen der Town und das Johnson State College, welches auf die Johnson Academy School gegründet im Jahr 1828 fußt, angesiedelt. Das College wird heute von etwa 1950 Studierenden besucht.

### Einwohnerentwicklung
| Jahr      | 1900 | 1910 | 1920 | 1930 | 1940 | 1950 | 1960 | 1970 | 1980 | 1990 |
| --------- | ---- | ---- | ---- | ---- | ---- | ---- | ---- | ---- | ---- | ---- |
| Einwohner | 587  | 651  | 681  | 659  | 753  | 900  | 941  | 1296 | 1393 | 1470 |
| Jahr      | 2000 | 2010 | 2020 | 2030 | 2040 | 2050 | 2060 | 2070 | 2080 | 2090 |
| Einwohner | 1420 | 1443 | 1332 |      |      |      |      |      |      |      |

Volkszählungsergebnisse Village Johnson, Vermont

## Wirtschaft und Infrastruktur

### Verkehr
Die Verkehrsanbindung der Gemeinde erfolgt über die Vermont Route 15, die entlang des Lamoille Rivers in West-Ost-Richtung verläuft, von Waterville im Westen nach Hyde Park im Osten, sowie die Vermont Route 100C, die von der Vermont Route 15 in nördlicher Richtung abzweigt.

### Öffentliche Einrichtungen
Es gibt kein Krankenhaus in Johnson. Das nächstgelegene Hospital ist das Copley Hospital in Morrisville.

### Bildung
Johnson gehört mit Belvidere, Cambridge, Eden, Hyde Park und Waterville zur Lamoille North Supervisory Union. Die Johnson Elementary School befindet sich am College Hill, in der Nähe des State Colleges. Sie bietet Schulklassen vom Kindergarten bis zum sechsten Schuljahr.
Das Johnson State College ist eine staatliche Universität. Etwa 1950 Studierende sind an der Hochschule eingeschrieben. Es ist ein sogenanntes Liberal Arts College.
Das Vermont Studio Center wurde im Jahr 1984 in Johnson gegründet. Es ist eine Non-Profit-Organisation und bietet ein Residenzprogramm für bildende Künstler und Schriftsteller. 52 Künstler und Schriftsteller finden für einen bis drei Monate Unterkunft und eine Vielzahl von Medien, Kulturen und Altersgruppen werden zusammengebracht.
Die Johnson Public Central Library befindet sich am Library Drive in Johnson.